# Амфилохий Иконийский
Амфило́хий Икони́йский (греч. Ἀµφιλόχιος Ἰκονίου; около 340 Кесария Каппадокийская — после 394) — епископ Иконийский, современник и друг Василия Великого и Григория Богослова, двоюродный брат последнего. Один из Отцов Церкви (иногда относят к числу Великих каппадокийцев).
Родом из Кесарии Каппадокийской. Изучал право, работал юристом в Константинополе, но вскоре полностью посвятил себя церковно-религиозной деятельности.
С 374 года епископ Иконийский, первый митрополит новой провинции Ликаония.
Известен своей богословской апологией Божества Святого Духа — против ереси Македония. Ему посвящено сочинение Василия Великого «О Святом Духе». Сам был автором аналогичного сочинения, которое не сохранилось. На Соборе в Иконии в 376 году защищал учение о божественной природе Святого Духа.
В 381 году присутствовал на Втором Вселенском соборе.
Добился осуждения ереси мессалиан (евхитов) на Поместном собре 390 года в городе Сида (Памфилия), на котором председательствовал.
Скончался в глубокой старости, как полагают, после 394 года. Память — 23 ноября.